# Strada statale 1 var Variante di Varazze
La strada statale 1 var Variante di Varazze (SS 1 var) è una strada statale italiana che si sviluppa all'interno del comune di Varazze.

## Percorso
Funge da variante alla strada statale 1 Via Aurelia nel centro abitato di Varazze nel tratto compreso tra il torrente Teiro (innesto ex strada statale 542 di Pontinvrea) e la zona portuale.